# Perpetua och Felicitas
Perpetua och Felicitas, döda 203 i Karthago, var två kristna kvinnor som led martyrdöden under kejsar Septimius Severus. Perpetua var en 22-årig gift romersk adelsdam, och Felicitas, som var havande, var hennes slav. Perpetua och Felicitas vördas som helgon inom bland annat Romersk-katolska kyrkan. Deras minnesdag firas den 7 mars som Perpetuadagen.

## Biografi
Perpetua och Felicitas tillhörde en grupp om sex personer som arresterades och fängslades för sin kristna tro; kejsar Septimius Severus hade stiftat en lag mot konvertering till kristendomen. De övriga fyra var kateketen Saturus och katekumenerna Saturninus, Revocatus och Secundulus. Den sistnämnde dog i fängelset, medan de andra dödades av vilda djur på Karthagos amfiteater.
Perpetuas och Felicitas helgonberättelse bedöms vara autentisk och tillförlitlig. De båda martyrerna nämns i den romerska ritens första eukaristiska bön.

## Bilder
| - Den heliga Perpetua. Mosaik i Eufrasiusbasilikan i Poreč i västra Kroatien. - Jungfru Maria och Jesusbarnet flankerade av de heliga Felicitas och Perpetua. - Den heliga Perpetuas sarkofag i kyrkan Notre-Dame i Vierzon. |